# エジプト共和国 (1953年-1958年)

エジプト共和国
جمهورية مصر (アラビア語)

国歌: السلام الجمهورى المصرى（アラビア語）
エジプト共和国国歌

エジプト共和国の位置

エジプト共和国（エジプトきょうわこく、アラビア語: جمهورية مصر、Ǧumhūriyyat Maṣr）は、イギリスから影響を受けすぎていると見なされ、それと合わせて第一次中東戦争の敗北、その後の自由将校団によって主導されたエジプト革命により、王制が支持を失った結果成立した。1953年の王制の正式な廃止から、1958年のシリアとの合併でアラブ連合共和国と改称するまで、エジプト共和国であると公布していた。
共和国宣言により、ムハンマド・ナギーブはエジプト初の大統領に就任した。
彼のあとに就任したガマール・アブドゥル＝ナーセルは、1970年に没するまで大統領を務めた。ナーセルは2000年以上の歴史の中で、エジプト初のエジプト人元首でもあった。